# Mai Đình, Sóc Sơn
Mai Đình là một xã thuộc huyện Sóc Sơn, thành phố Hà Nội. Xã Mai Đình có diện tích 14,35 km², dân số năm 2022 là 22.957 người, mật độ dân số đạt 1.599 người/km².

## Địa lý
Mai Đình nằm ở trung tâm của huyện Sóc Sơn và có vị trí hơi trải dài xuống phía nam.
Mai Đình giáp với các xã: phía bắc giáp với Quang Tiến, phía đông giáp với Tiên Dược, Đông Xuân, phía nam giáp với Phù Lỗ, Phú Minh và phía tây giáp với Nội Bài và nằm sát sân bay quốc tế Nội Bài.
Mai Đình có 15 thôn và các thôn của xã nằm gần như tách biệt nhau, gồm có: từ bắc xuống nam: Đạc Tài, Ấp Cút, Đông Bài, Lạc Nông, Hương Đình Đoài, Hương Đình Đông, Hoàng Dương, Thế Trạch, Song Mai Đoài, Song Mai Đông, Mai Nội, Nội Phật, Thái Phù, Đường 2 và thôn 25. Mai Đình là xã có dân số  lớn nhất của Huyện Sóc Sơn và diện tích đứng hàng thứ 4 của huyện (chưa có số liệu cụ thể)
Đình Mai Nội xã Mai Đình là di tích lịch sử văn hóa lâu đời thờ Nguyễn Bặc (với biệt danh Quang Minh) là vị tướng nhà Đinh, có công lớn giúp Đinh Tiên Hoàng đánh dẹp loạn 12 sứ quân. Tể tướng Nguyễn Bặc, Ngoại giáp Đinh Điền, Thượng thư Trịnh Tú, Thái sư Lưu Cơ được tôn vinh là Tứ trụ triều Đinh. Đình làng Hoàng Dương là di tích lịch sử văn hóa nghệ thuật được xếp hạng cấp thành phố.
Xã Mai Đình được thành lập trên cơ sở 2 xã Thái Mai và Đại Đình (1948). Trước cách mạng tháng 8-1945 các thôn của xã Mai Đình ngày nay thuộc về 4 tổng gồm: Phủ Lỗ, Bắc Ninh, Phù  Xá và tổng Hương Đình.